# Lepidocyrtus purpureus
Lepidocyrtus purpureus är en urinsektsart som beskrevs av Lubbock 1873. Lepidocyrtus purpureus ingår i släktet Lepidocyrtus och familjen brokhoppstjärtar. Inga underarter finns listade i Catalogue of Life.